# Čelić
Čelić es una municipalidad y localidad de Bosnia y Herzegovina. Se encuentra en el cantón de Tuzla, dentro del territorio de la Federación de Bosnia y Herzegovina. La capital de la municipalidad de Čelić es la localidad homónima.

## Localidades
La municipalidad de Čelić se encuentra subdividida en las siguientes localidades:
- Brnjik.
- Čelić.
- Donji Humci.
- Drijenča.
- Gornji Humci.
- Nahvioci.
- Ratkovići.
- Šibošnica.
- Velino Selo.
- Vražići.

## Demografía
En el año 2009 la población de la municipalidad de Čelić era de 14 033 habitantes. La superficie del municipio es de 140 kilómetros cuadrados, con lo que la densidad de población era de 100 habitantes por kilómetro cuadrado.